# Misumenoides
Misumenoides F. O. P.-Cambdridge, 1900 è un genere di ragni appartenente alla famiglia Thomisidae.

## Distribuzione
Le 36 specie note di questo genere sono diffuse nelle Americhe e in Asia meridionale: le specie dall'areale più vasto sono la M. magnus e la M. parvus reperite in varie località della regione compresa fra il Messico e la Colombia

## Tassonomia
Non sono stati esaminati esemplari di questo genere dal 2012.
A giugno 2014, si compone di 36 specie:
1. Misumenoides annulipes (O. P.-Cambridge, 1891) — Messico, Guatemala
2. Misumenoides athleticus (Mello-Leitão, 1944) — Brasile, Argentina
3. Misumenoides bifissus F. O. P.-Cambridge, 1900 — Guatemala
4. Misumenoides blandus (O. P.-Cambridge, 1891) — Guatemala, Panama
5. Misumenoides carminatus Mello-Leitão, 1941 — Argentina
6. Misumenoides chlorophilus (Holmberg, 1881) — Argentina
7. Misumenoides corticatus Mello-Leitão, 1929 — Brasile
8. Misumenoides crassipes (Keyserling, 1880) — Colombia
9. Misumenoides dasysternon Mello-Leitão, 1943 — Cile
10. Misumenoides decipiens Caporiacco, 1955 — Venezuela
11. Misumenoides depressus (O. P.-Cambridge, 1891) — Guatemala
12. Misumenoides eximius Mello-Leitão, 1938 — Argentina
13. Misumenoides formosipes (Walckenaer, 1837) — USA, Canada
14. Misumenoides fusciventris Mello-Leitão, 1929 — Brasile
15. Misumenoides gerschmanae Mello-Leitão, 1944 — Argentina
16. Misumenoides gwarighatensis Gajbe, 2004 — India
17. Misumenoides illotus Soares, 1944 — Brasile
18. Misumenoides magnus (Keyserling, 1880)[2] — dal Messico alla Colombia
19. Misumenoides naginae Biswas & Roy, 2008 — India
20. Misumenoides nigripes Mello-Leitão, 1929 — Brasile
21. Misumenoides nigromaculatus (Keyserling, 1880) — Brasile
22. Misumenoides obesulus (Gertsch & Davis, 1940) — Messico
23. Misumenoides parvus (Keyserling, 1880) — dal Messico alla Colombia
24. Misumenoides paucispinosus Mello-Leitão, 1929 — Brasile, Guyana
25. Misumenoides proseni Mello-Leitão, 1944 — Argentina
26. Misumenoides quetzaltocatl Jiménez, 1992 — Messico
27. Misumenoides roseiceps Mello-Leitão, 1949 — Brasile
28. Misumenoides rubrithorax Caporiacco, 1947 — Guyana
29. Misumenoides rubroniger Mello-Leitão, 1947 — Brasile
30. Misumenoides rugosus (O. P.-Cambridge, 1891) — Guatemala, Panama
31. Misumenoides similis (Keyserling, 1881) — Brasile
32. Misumenoides tibialis (O. P.-Cambridge, 1891) — Panama, Brasile
33. Misumenoides variegatus Mello-Leitão, 1941 — Argentina
34. Misumenoides vazquezae (Jiménez, 1986) — Messico
35. Misumenoides vigilans (O. P.-Cambridge, 1890) — Guatemala
36. Misumenoides vulneratus Mello-Leitão, 1929 — Brasile

### Specie trasferite
- Misumenoides anguliventris (Simon, 1900); trasferita al genere Mecaphesa Simon, 1900[1].
- Misumenoides cretaceus (Simon, 1900); trasferita al genere Mecaphesa Simon, 1900.
- Misumenoides deccanes Tikader, 1965; trasferita al genere Henriksenia Lehtinen, 2005.
- Misumenoides eroticus Mello-Leitão, 1947; trasferita al genere Misumenops F. O. P.-Cambridge, 1900.
- Misumenoides kripalaniae Tikader, 1963; trasferita al genere Angaeus Thorell, 1881.
- Misumenoides matinikus Barrion & Litsinger, 1995; trasferita al genere Henriksenia Lehtinen, 2005.
- Misumenoides mourei Mello-Leitão, 1947; trasferita al genere Misumenops F. O. P.-Cambridge, 1900.
- Misumenoides nesiotes (Simon, 1899); trasferita al genere Mecaphesa Simon, 1900.
- Misumenoides nicoleti Roewer, 1951; trasferita al genere Misumenops F. O. P.-Cambridge, 1900.
- Misumenoides nigrofrenatus (Simon, 1900); trasferita al genere Mecaphesa Simon, 1900.
- Misumenoides oreades (Simon, 1900); trasferita al genere Mecaphesa Simon, 1900.
- Misumenoides pabilogus Barrion & Litsinger, 1995; trasferita al genere Henriksenia Lehtinen, 2005.
- Misumenoides shulli Tikader, 1965; trasferita al genere Henriksenia Lehtinen, 2005.
- Misumenoides velatus (Simon, 1900); trasferita al genere Mecaphesa Simon, 1900.

### Sinonimi
- Misumenoides aleatorius (Hentz, 1847); posta in sinonimia con M. formosipes (Walckenaer, 1837) a seguito di un lavoro di Schick del 1965: su considerazioni analoghe espresse in uno studio di Chamberlin & Ivie del 1944[1].